# Desaparecidos de Isère
Los desaparecidos de Isère es el nombre colectivo dado a entre nueve y doce desapariciones de niños en el departamento francés de Isère entre 1983 y 1996. Algunos niños fueron asesinados, uno fue atacado pero sobrevivió y nunca se ha encontrado a los otros. Solo tres de los casos (en los que dos casos no están relacionados) han sido resueltos. 

## Víctimas
1. Philippe Pignot, de 13 años, desapareció el 25 de mayo de 1980 en La Morte-sur-Isère, nunca encontrado.[2]
2. Ludovic Janvier, de 6 años, desapareció el 17 de marzo de 1983 en Saint-Martin-d'Hères, nunca encontrado.
3. Grégory Dubrulle, de 7 años, desapareció el 9 de julio de 1983 en Grenoble, encontrado vivo al día siguiente con heridas en la cabeza en un vertedero en Pommiers-la-Placette.[3]
4. Huesos de un niño no identificado que llevaba muerto durante al menos varios meses y posiblemente varios años, encontrado el 23 de mayo de 1985 en el Sistema Vercors Cave.[3]
5. Anissa Ouadi, de 5 años, desapareció el 25 de junio de 1985 en Grenoble, fue encontrada estrangulada y ahogada en la presa de Beauvoir 13 días después.[2]
6. Charazed Bendouiou, de 10 años, desapareció el 8 de julio de 1987 en Bourgoin-Jallieu, nunca encontrada.[4]
7. Nathalie Boyer, de 15 años, desapareció el 2 de agosto de 1988 en Villefontaine, encontrada asesinada en Saint-Quentin-Fallavier.[5]
8. Fabrice Ladoux, de 12 años, desapareció el 13 de enero de 1989 en Grenoble, fue encontrado asesinado tres días después, atacado sexualmente y con una herida en la cabeza, en Quaix-en-Chartreuse en las montañas Chartreuse.[6]
9. Rachid Bouzian, * de 8 años, desapareció el 3 de agosto de 1990 en Échirolles y fue asesinado al día siguiente. Un sospechoso fue detenido más tarde ese mismo mes.[7]
10. Sarah Siad, * 6 años, desapareció el 16 de abril de 1991 en Voreppe, encontrada asesinada.[8]
11. Léo Balley, de 6 años, desapareció el 19 de julio de 1996 en el macizo del Taillefer, nunca encontrado.[9]
12. Saïda Berch, * 10 años, desapareció el 24 de noviembre de 1996 en Voreppe, encontrada asesinada.[8]

## Investigaciones
En la primavera de 2008, las autoridades crearon una unidad llamada "Mineurs 38" ("Menores 38" - 38 es el código departamental francés para el Isère), que comprende varios investigadores encargados de volver a examinar todos los casos. 

### Casos resueltos
1. El asesinato de Rachid Bouzian se resolvió poco después del evento. El 23 de agosto de 1990, un hombre que había participado en el secuestro fue arrestado y acusó a su hermano (que para entonces había huido al extranjero) de instigar el crimen.[10] El primero fue declarado culpable de secuestro y asesinato y fue sentenciado a cadena perpetua. Murió en la cárcel.
2. Los asesinatos de Sarah Siad (1991) y Saïda Berch (1996) se resolvieron gracias a los perfiles de ADN. El 25 de julio de 2013, un hombre (que tenía 15 años en el momento del primer asesinato) fue investigado después de que aparecieran rastros de su ADN en los dos lugares donde se encontraron los dos cuerpos.[11] El perfil del hombre estaba en la FNAEG, la base de datos nacional de ADN de Francia, debido a que había sido arrestado previamente por conducir bajo la influencia de sustancias psicoactivas y conducir sin seguro.[8]